# 宽叶毒芹
宽叶毒芹（学名：Cicuta virosa var. latisecta）为伞形科毒芹属毒芹的变种。分布在日本、俄罗斯以及中国大陆的吉林等地，目前尚未由人工引种栽培。